# Jack le ramoneur
Jack le ramoneur er en fransk stumfilm fra 1906 af Georges Méliès.